# Анергия (в медицине)
Анергия — термин в иммунобиологии. Анергия представляет собой отсутствие реакции защитных механизмов организма на чужеродные вещества и состоит в прямой индукции толерантности периферических лимфоцитов. Состояние анергии указывает на то, что иммунная система не способна обеспечить нормальный иммунный ответ против определенного антигена, обычно собственного антигена. Лимфоциты считаются анергическими, когда они не реагируют на свой специфический антиген. Анергия — один из трех процессов, вызывающих толерантность, позволяющую иммунной системе не атаковать сам организм (остальные — клональная делеция и иммунорегуляция).